# Ricardo Fuller
Pour les articles homonymes, voir Fuller.
Ricardo Dwayne Fuller est un footballeur jamaïcain né le 31 octobre 1979 à Kingston, évoluant au poste d'attaquant. Il est international jamaïcain de 1999 à 2012 (73 sélections, 10 buts).
Fuller commence sa carrière de footballeur avec le club jamaïcain de Tivoli Gardens avant de rejoindre l'Angleterre et Crystal Palace en 2001. Après un passage chez Heart of Midlothian, il signe à Preston North End. Il marque 27 buts en 58 matchs de championnat à Preston et conduit Portsmouth à débourser un million de livres sterling pour s'attacher ses services.
Fuller ne s'impose pas à Portsmouth et rejoint Southampton en 2005 avant que Stoke ne le recrute pour 500 000 £ en 2007. À Stoke, il devient un membre influent de l'équipe première et ses nombreux buts aident le club à être promu en Premier League en 2008.

## Carrière en club

### Tivoli Gardens et Crystal Palace
Fuller naît à Kingston, capitale de la Jamaïque, et commence sa carrière avec les Tivoli Gardens avant de signer au club anglais de Crystal Palace en février 2001 pour un million £, après avoir impressionné au cours d'une période d'essai en janvier. Cependant, il ne joue que huit matchs pour Palace, dont deux comme titulaire, et après avoir échoué à s'intégrer, il retourne à Tivoli à la fin de la saison.

### Heart of Midlothian
Fuller est prêté la saison suivante au club de Scottish Premier League des Hearts. Fuller s'impose immédiatement, marquant 8 buts en 27 apparitions. Cependant, le club d'Édimbourg ne peut se permettre de faire signer Fuller définitivement, le club anglais de Preston North End en profite pour enrôler l'attaquant, contre une indemnité de transfert de 500 000 £.

### Preston North End
Fuller marque lors de ses débuts à Preston, une défaite 2–1 à domicile contre son ancien club de Crystal Palace, et devient rapidement un joueur essentiel de l'équipe. Il est efficace, mais subit une blessure aux ligaments du genou début décembre, qui met un terme à sa saison prématurément. Il a alors marqué onze buts en seulement vingt matchs pour le club.
Rétabli, Fuller commence la saison 2003–2004 en trombe, réalisant une série de six buts en cinq matchs, et la termine avec 19 buts au compteur.

### Portsmouth
Leeds United et Portsmouth montrent leur intérêt, mais des problèmes récurrents de genou font échouer Fuller aux visites médicales et conduisent les deux clubs à retirer leurs offres. Toutefois, l'entraîneur de Portsmouth Harry Redknapp est toujours intéressé par le Jamaïcain et Pompey négocie un contrat au match joué avec Fuller, ce qui signifie qu'ils ne perdraient pas d'argent si sa blessure au genou le forçait à manquer de longues périodes de la saison. Fuller signe à Fratton Park en août 2004 pour 1 000 000 £, après avoir marqué 31 buts en 63 matchs pour Preston.
Pour sa première saison en Premier League, Fuller rate l'occasion de s'y imposer, étant même relégué sur le banc des remplaçant au fil de la saison. Malgré la vente de certains de ses collègues attaquants à la fin de la saison, les retours de blessures de longues durées de Vincent Péricard et Svetoslav Todorov, conjugués au recrutement de Collins Mbesuma, signalent à Fuller qu'il n'est plus assuré de figurer en équipe première de Portsmouth et le nouvel entraîneur Alain Perrin accepte de laisser partir Fuller. Un transfert à Sunderland tombe à l'eau quand Fuller manque un examen médical. Il retrouve finalement Harry Redknapp, qui le recrute à Southampton pour 90 000 £. Fuller n'inscrit qu'un but pendant sa période à Portsmouth, lors d'une victoire 3–1 sur Crystal Palace.

### Southampton et Ipswich Town
Ses débuts à Southampton sont réussis, puisqu'il marque le seul but des Saints à Coventry le 29 août 2005, et remet ça de nouveau à Derby le 18 septembre. Cependant, la période de Fuller avec les Saints est globalement un échec. Sa nonchalance, notamment dans le repli défensif, et son souvenir laissé à Portsmouth, combinés avec l'atmosphère générale d'insatisfaction à St. Mary's, conduisent de nombreux supporteurs du club à faire de Fuller un bouc émissaire.
En février 2006, il est prêté à Ipswich, où il se fait rapidement remarquer. En trois matchs, il marque deux buts, écope de deux cartons jaunes et d'un carton rouge pour un geste d'humeur adressé aux spectateurs au cours du match nul 2–2 à Crystal Palace. Il retourne à Southampton à la fin mars.
À son retour à Southampton, c'est un joueur changé qui marque six buts en autant de matchs, portant son total de la saison à neuf. Malheureusement, Fuller ne rentre pas dans les plans George Burley pour la saison 2006–2007 et est transféré à Stoke City quelques heures avant la clôture du marché des transferts, le 31 août 2006.

### Stoke City

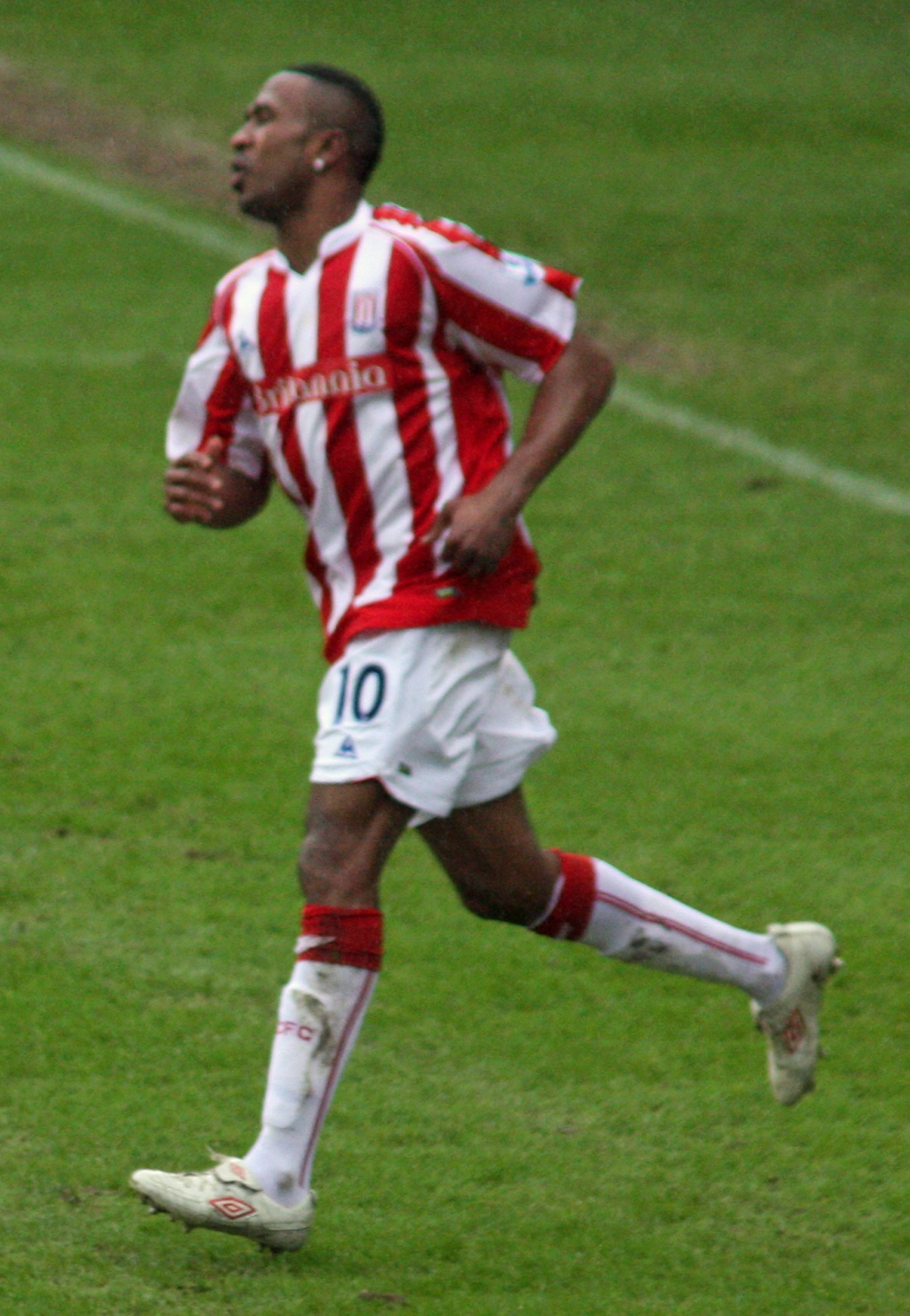
Fuller sous les couleurs de Stoke au Brit.

Fuller rejoint Stoke City pour un montant d'environ 500 000 £. Toutefois, un pourcentage important de ce montant dépend du nombre d'apparitions faites par Fuller pour les Potters. Lors de sa première saison à Stoke, il est le meilleur buteur du club avec onze buts, mais il présente aussi le pire dossier disciplinaire, accumulant deux cartons rouges et dix cartons jaunes.
Lors de la saison 2007–2008, Fuller est un membre essentiel de l'effectif de Stoke décrochant une promotion historique en Premier League. Fuller rate le match à domicile de Stoke contre Hull City en assistant aux funérailles de sa grand-mère dans son pays natal. Fuller signe un nouveau contrat en décembre 2007, le prolongeant ainsi jusqu'en 2011. Il marque quinze buts au cours de la saison 2007–2008 que Stoke termine à la deuxième place de Championship, synonyme de promotion. Fuller remporte également le prix du « but de la saison » du club pour sa réalisation personnelle contre Wolverhampton Wanderers.
Fuller marque le premier but de l'histoire de Stoke City en Premier League, en sauvant l'honneur lors d'une défaite 3–1 à Bolton en ouverture de la saison 2008–2009. Il enchaîne avec un autre but pour une victoire 3–2 à domicile contre Aston Villa. Ce but gagne le titre de « but du mois d'août » de l'émission Match of the Day et obtient les éloges de l'entraîneur Tony Pulis. Son but contre Villa lui offre le trophée du « but de la saison » du club pour la deuxième fois.
Le 28 décembre 2008, Fuller est expulsé pour conduite violente contre West Ham. Après l'égalisation de West Ham par Carlton Cole, Fuller reproche à son coéquipier Andy Griffin de ne pas avoir dégagé le ballon, s'ensuit une explication verbale avant que Fuller ne frappe son capitaine au visage. L'arbitre sanctionne Fuller d'un carton rouge direct et West Ham remporte le match 2–1. Le lendemain, Tony Pulis et Danny Higginbotham déclarent que l'incident n'affecterait pas le club,. Le 1er janvier 2009, Tony Pulis confirme que Fuller et Griffin se sont « réconciliés » après une réunion d'équipe. Fuller déclare que Griffin a été « très impoli et irrespectueux », mais reconnaît que ses actes ont été pires,. Dans un match contre Sunderland en février 2009, Fuller se luxe l'épaule et l'on craint alors qu'il soit blessé le reste de la saison. Cependant, Fuller récupère rapidement et est éloigné des terrains pour deux semaines seulement. Il rebondit avec une bonne performance contre Aston Villa et un but contre Bolton et continue sur sa lancée pour contribuer au maintien de Stoke dans l'élite.
Après un démarrage de la saison 2009–2010 sur de faibles bases, Pulis déclare que le Jamaïcain a besoin de perdre du poids. Le 24 janvier 2010, il marque deux buts au 4e tour de la FA Cup pour une victoire 3–1 contre Arsenal, et réitère la performance au tour suivant contre Manchester City. Bien que n'étant plus aussi prolifique devant le but, Fuller remporte le titre de « but de la saison » du club pour la troisième fois d'affilée après un effort solitaire contre West Ham United où il se faufile entre trois défenseurs avant de tromper le gardien Robert Green.
Fuller marque son premier but de la saison 2010–2011 contre Tottenham Hotspur au stade Britannia. Il se disloque ensuite l'épaule pour la deuxième fois de sa carrière à Newcastle United, puis subit une nouvelle blessure au match à l'extérieur suivant à Bolton. Le 6 novembre 2010, Fuller dispute son 150e match de championnat pour Stoke, contre Sunderland. Fuller inscrit son 100e but dans le football britannique le 9 novembre contre Birmingham City.

### Après Stoke
Le 21 août 2012 il rejoint Charlton Athletic. Le 15 août 2014 il rejoint Blackpool FC. Le 16 juillet 2014 il rejoint Millwall . À l'issue de la saison 2014-15, il est libéré par Millwall. Le 16 octobre 2015, il rejoint Oldham Athletic.
Il annonce sa retraite sportive le 16 mai 2016. Néanmoins, Fuller fait son retour et rejoint Nantwich Town en janvier 2019.

## Carrière internationale
En 1998, Fuller est membre de l'équipe de Jamaïque des moins de 20 ans. Il est appelé pour la première fois en équipe nationale en 1999. Fuller participe aux campagnes de qualification de la Jamaïque pour les Coupes du monde 2002, 2006 et 2010 ainsi qu'aux Gold Cups 2005 et 2009.

## Palmarès

### En Club
- Stoke City :
  - Vice-champion de Championship en 2008.
  - Finaliste de la Coupe d'Angleterre en 2011.

## Statistiques en carrière
Au 13 février 2011
| Club                       | Saison         | Championnat | Championnat | FA Cup | FA Cup | League Cup | League Cup | Total  | Total |
| Club                       | Saison         | Matchs      | Buts        | Matchs | Buts   | Matchs     | Buts       | Matchs | Buts  |
| -------------------------- | -------------- | ----------- | ----------- | ------ | ------ | ---------- | ---------- | ------ | ----- |
| Crystal Palace             | 2000–2001      | 8           | 0           | 0      | 0      | 0          | 0          | 8      | 0     |
| Crystal Palace             | Total          | 8           | 0           | 0      | 0      | 0          | 0          | 8      | 0     |
| Tivoli Gardens             | 2001–2002      | 16          | 12          | –      | –      | –          | –          | 16     | 12    |
| Tivoli Gardens             | Total          | 16          | 12          | 0      | 0      | 0          | 0          | 16     | 12    |
| Heart of Midlothian (prêt) | 2001–2002      | 27          | 8           | 2      | 2      | 0          | 0          | 29     | 10    |
| Heart of Midlothian (prêt) | Total          | 27          | 8           | 2      | 2      | 0          | 0          | 29     | 10    |
| Preston North End          | 2002–2003      | 18          | 9           | 0      | 0      | 2          | 2          | 20     | 11    |
| Preston North End          | 2003–2004      | 38          | 17          | 2      | 2      | 1          | 0          | 41     | 19    |
| Preston North End          | 2004–2005      | 2           | 1           | 0      | 0      | 0          | 0          | 2      | 1     |
| Preston North End          | Total          | 58          | 27          | 2      | 2      | 3          | 2          | 63     | 31    |
| Portsmouth                 | 2004–2005      | 31          | 1           | 2      | 0      | 4          | 0          | 37     | 1     |
| Portsmouth                 | Total          | 31          | 1           | 2      | 0      | 4          | 0          | 37     | 1     |
| Southampton                | 2005–2006      | 30          | 9           | 1      | 0      | 0          | 0          | 31     | 9     |
| Southampton                | 2006–2007      | 1           | 0           | 0      | 0      | 0          | 0          | 1      | 0     |
| Southampton                | Total          | 31          | 9           | 1      | 0      | 0          | 0          | 32     | 9     |
| Ipswich Town (prêt)        | 2005–2006      | 3           | 2           | 0      | 0      | 0          | 0          | 3      | 2     |
| Ipswich Town (prêt)        | Total          | 3           | 2           | 0      | 0      | 0          | 0          | 3      | 2     |
| Stoke City                 | 2006–2007      | 30          | 10          | 2      | 1      | 0          | 0          | 32     | 11    |
| Stoke City                 | 2007–2008      | 42          | 15          | 2      | 0      | 0          | 0          | 44     | 15    |
| Stoke City                 | 2008–2009      | 34          | 11          | 0      | 0      | 3          | 0          | 36     | 11    |
| Stoke City                 | 2009–2010      | 35          | 3           | 5      | 4      | 1          | 1          | 41     | 8     |
| Stoke City                 | 2010–2011      | 21          | 3           | 3      | 0      | 2          | 0          | 26     | 3     |
| Stoke City                 | Total          | 162         | 42          | 12     | 5      | 6          | 1          | 180    | 48    |
| Total carrière             | Total carrière | 336         | 101         | 19     | 9      | 13         | 3          | 368    | 113   |